# Alain Boublil
Alain Boublil (Tunis, Tunísia, 5 de março de 1941) é um letrista e compositor francês. Como reconhecimento, foi nomeado ao Oscar 2013 na categoria de Melhor Canção Original por "Suddenly" de Les Misérables..